# Aloclastismo
L'aloclastismo o aloclastia (dal greco "háls"-"halós" sale marino e klastòs, rotto) è un processo di disgregazione delle rocce, causato dall'azione fisica delle soluzioni sature che cristallizzano. La crescita dei cristalli allarga le fessure nelle rocce. L'allargamento delle fessure finisce per provocare la disgregazione della roccia, generando ghiaia o regolite. Questi prodotti sono detti aloclasti.

## Processo

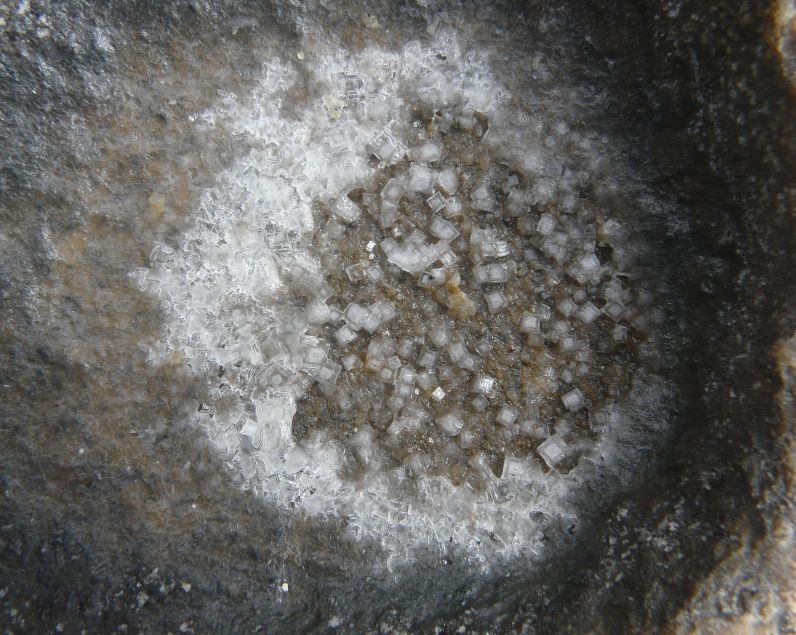
Cristallizzazone di sali in una vasca granitica sulla costa della Corsica

L'aloclastismo è un tipo di meteorizzazione fisica causata dalla crescita di cristalli di sale.
Il processo inizia quando l'acqua salata filtra all'interno delle fessure ed evapora depositando cristalli di sale; quando le rocce sono dunque riscaldate i cristalli si espanderanno facendo pressione sulla roccia circostante che nel corso del tempo la frantumeranno.
La cristallizzazione del sale può anche avere luogo quando le soluzioni decompongono le rocce (come calcare e maiolica) per formare soluzioni saline di solfato di sodio o carbonato di sodio, il cui contenuto di acqua evaporando forma i loro rispettivi cristalli di sale.
I sali che si sono dimostrati più efficaci nel disintegrare le rocce sono il solfato di sodio, il solfato di magnesio e il cloruro di calcio. Alcuni di questi sali possono espandersi fino a tre volte o anche più.
Normalmente l'aloclastismo viene associato ai climi aridi dove il forte calore causa una forte evaporazione e quindi la cristallizzazione del sale. È inoltre usuale lunghe le coste. Un esempio di meteorizzazione salina può essere vista nelle pietre ad alveare delle dighe marittime.

## Fonti
- (EN) F.J.P.M. Kwaad, Experiments of the granular disintegration of granite by salt action (PDF), su home.tiscali.nl, 1970. URL consultato il 12 ottobre 2007. (archiviato dall'url originale il 17 dicembre 2006).